# Électryon
Dans la mythologie grecque, Électryon (en grec ancien Ἠλεκτρύων / Êlektrúôn), fils de Persée et d'Andromède, est un roi de Mycènes. Il est le père d'Alcmène, et par là le grand-père d'Héraclès. Il est tué accidentellement par son  gendre Amphitryon. Il a également plusieurs fils de son épouse et nièce Anaxo : Stratobatès, Gorgophonos, Philonomos, Céléneus, Amphimaque, Lusinomos, Chirimaque, Anactor et Archélaoss. Enfin, d'une phrygienne nommée Midée, il eut pour fils naturel Licymnios.

## Mythe
Alors qu'il régnait sur Mycènes, les fils de Ptérélas, venant de Taphos, réclamèrent le trône qui, selon eux, leur revenait de droit (en effet, ils descendaient de Mestor, frère d'Électryon). Devant le refus qu'il reçurent, ils tentèrent de voler les bœufs du roi. Une lutte s'engagea dans laquelle périrent les fils d'Electryon et ceux de Ptérélas (seul restait Licymnios qui était encore très jeune). Mais les Taphiens qui avaient survécu parvinrent à emporter les bovidés sur leurs vaisseaux, avant de les confier à Polyxènos, roi d'Élis. Bien que les bœufs furent récupérés par son gendre Amphytrion, Électryon voulaient mener une campagne pour venger ses fils. Il confia alors son royaume et sa fille à Amphitryon, après avoir reçu la promesse qu'elle resterait vierge jusqu'à son retour. Mais, alors qu'il récupérait ses bœufs, l'un d'entre eux s'échappa et, comme son gendre voulait l'arrêter, il lui lança une massue qui rebondit et frappa mortellement Électryon. Saisissant ce prétexte, son frère, Sthénélos, bannit Amphitryon de l'Argolide et s'empara du trône de Mycènes.

## Sources
- Pseudo-Apollodore, Bibliothèque [détail des éditions] [lire en ligne], II, 4, 5-6.